# Ли, Кэхи
Кэ́хи Ли (англ. Kahi Lee; 30 декабря 1979) — американская телеведущая, журналистка и дизайнер интерьера.

## Биография
Кэхи Ли родилась 30 декабря 1979 года.
Кэхи начала карьеру в конце 1990-х—начале 2000-х годов в качестве журналистки, телеведущей и дизайнера интерьера. Ли появилась в качестве эксперта-дизайнера по интерьеру на телешоу «Design on a Dime».
С 2010 года Кэхи замужем за режиссёром Джеффом Ти Томасом. У супругов есть дочь — Коа Томас (род. в марте 2013).